# Saint-Didier-sur-Beaujeu
Saint-Didier-sur-Beaujeu is een gemeente in het Franse departement Rhône (regio Auvergne-Rhône-Alpes) en telt 468 inwoners (2004). De plaats maakt deel uit van het arrondissement Villefranche-sur-Saône.

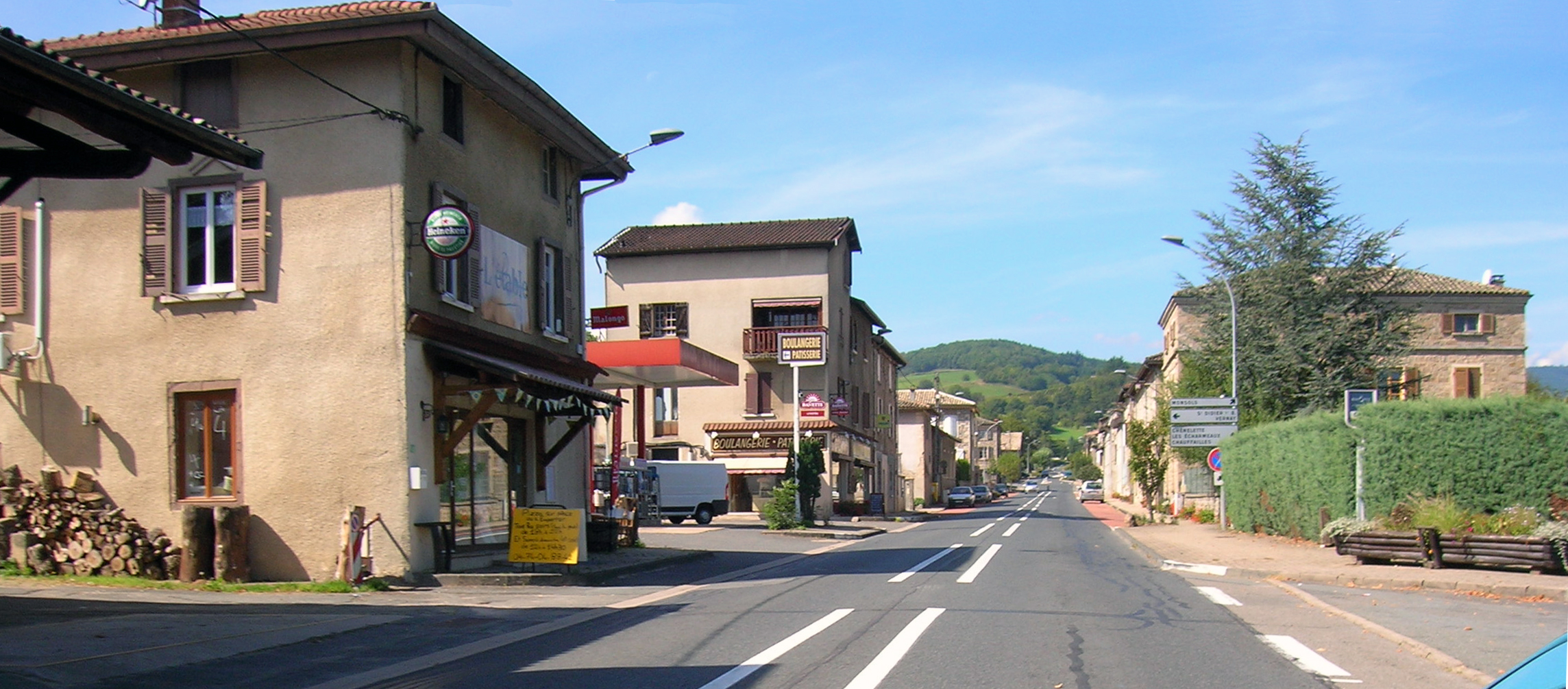
Winkels van Saint-Didier-sur-Beaujeu
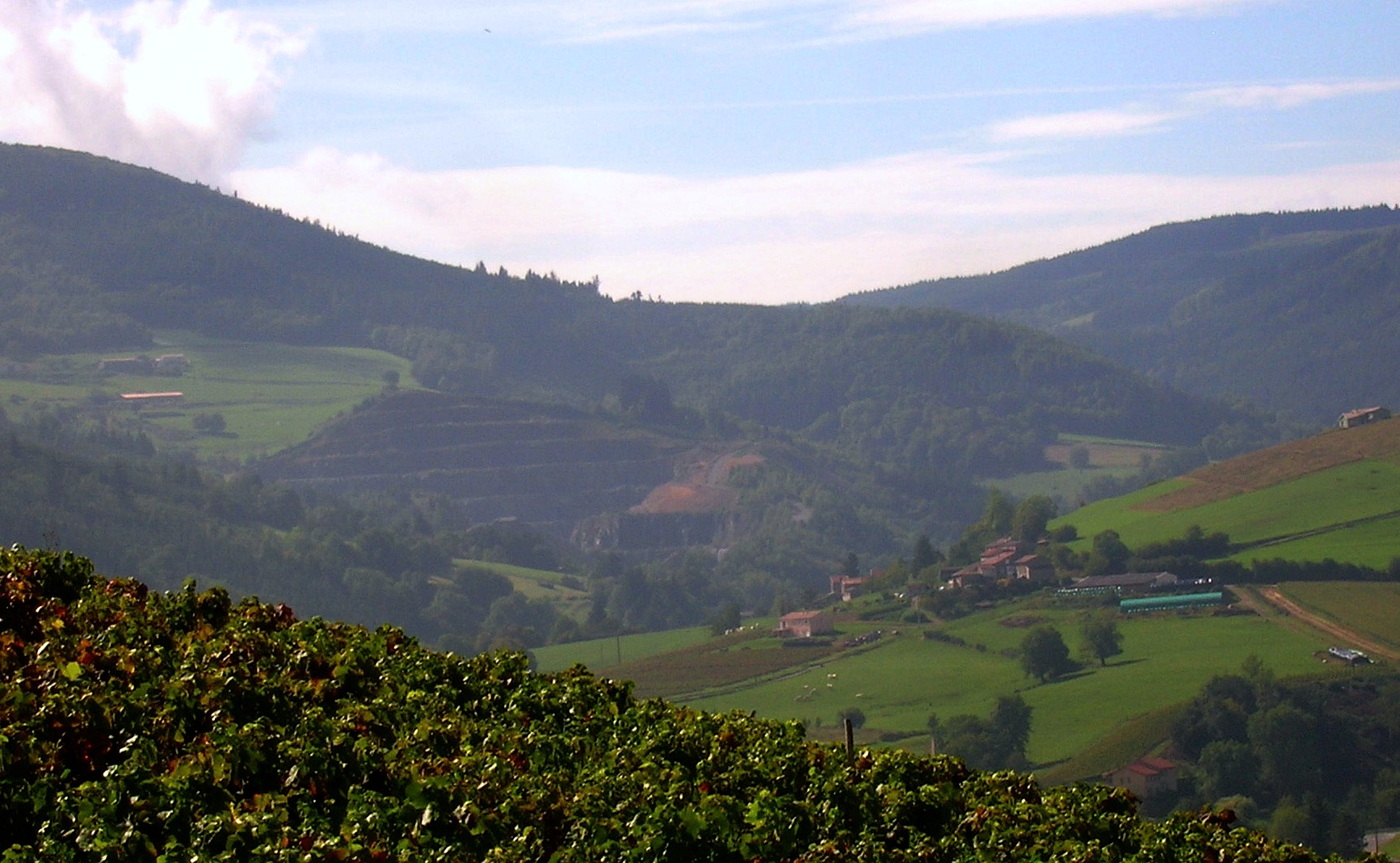
Omgeving
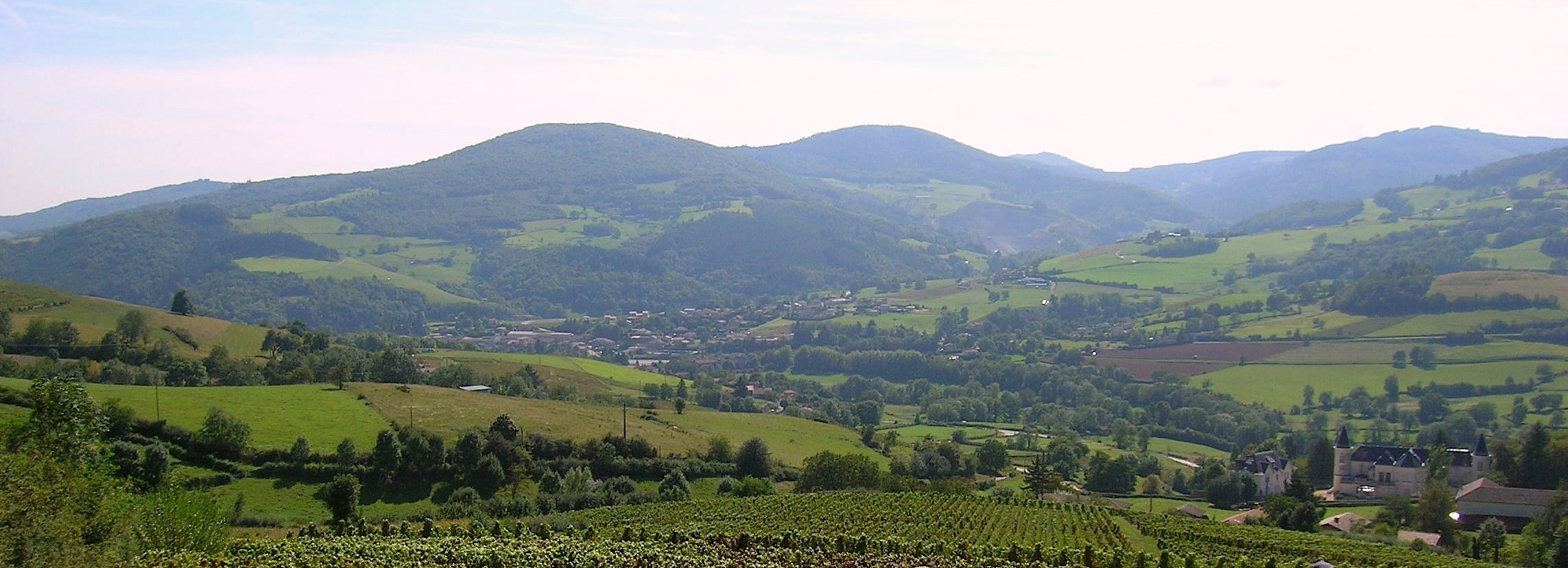

## Geografie
De oppervlakte van Saint-Didier-sur-Beaujeu bedraagt 14,6 km², de bevolkingsdichtheid is 32,1 inwoners per km².
De onderstaande kaart toont de ligging van Saint-Didier-sur-Beaujeu met de belangrijkste infrastructuur en aangrenzende gemeenten.

## Demografie
Onderstaande figuur toont het verloop van het inwonertal (bron: INSEE-tellingen).